# Smok

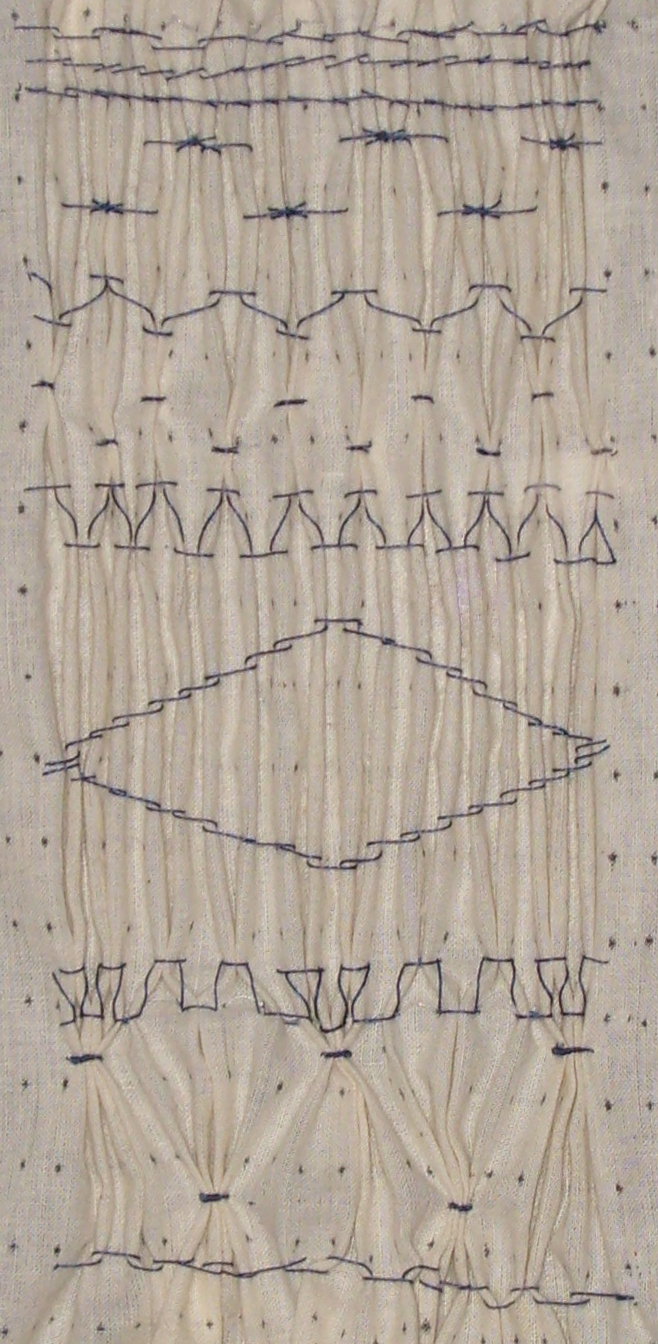
Smoken durch Zierstiche (Muster)

Smok ist eine Verzierung an Textilien. Es handelt sich dabei um kleine, mit Zierstichen fixierte Schmuckfältchen oder um einen durch mehrfaches Einreihen des Stoffes entstehenden elastischen oder unelastischen Ziereffekt.
Hierzu wird der eingereihte oder eingefaltete Stoff durch versetzt angeordnete Zierstiche festgehalten.

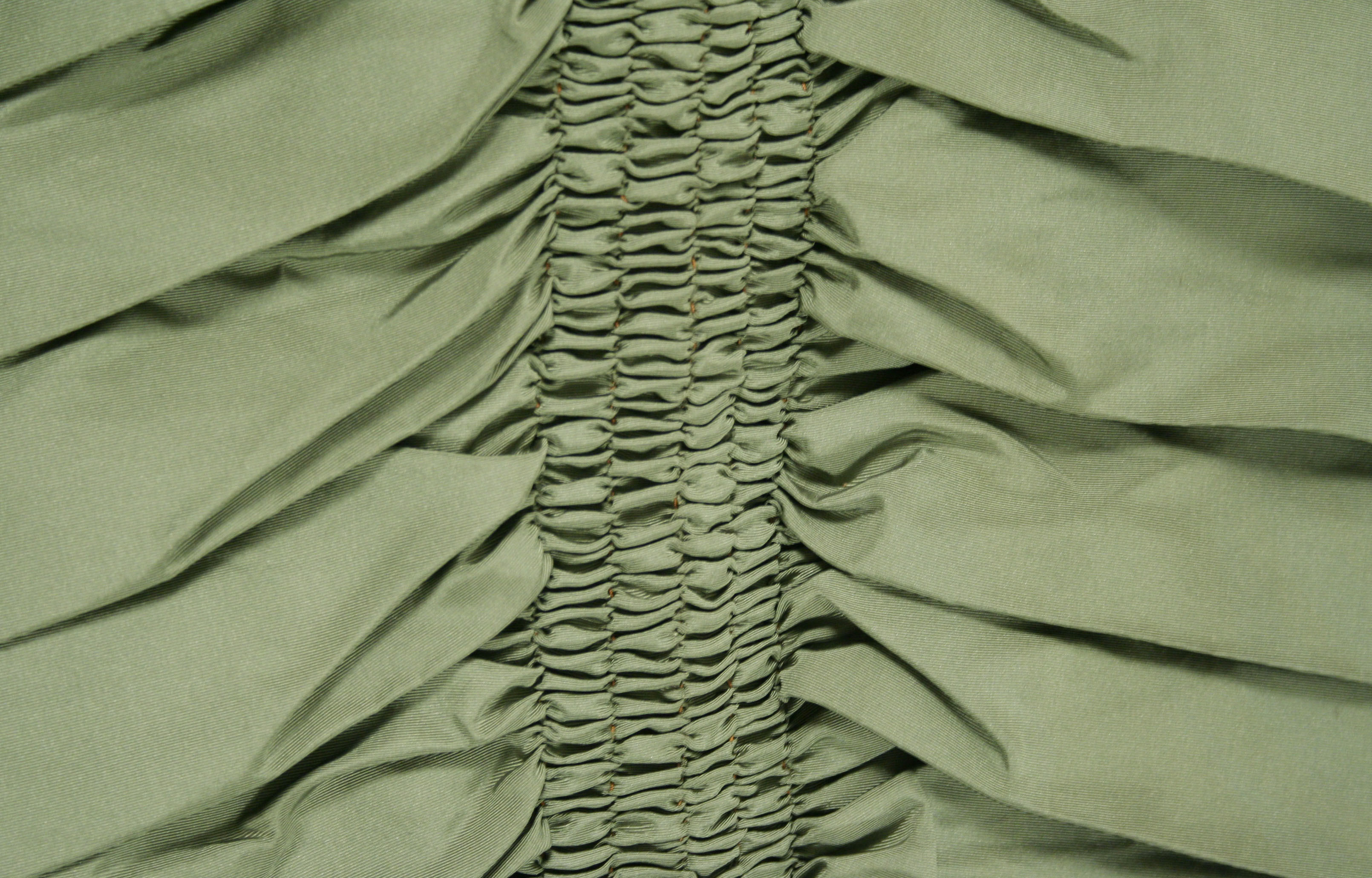
Smok an der Rockpartie eines Seidenkleides des Modehauses Madame Depret, Paris, 1873–1875, im Metropolitan Museum of Art
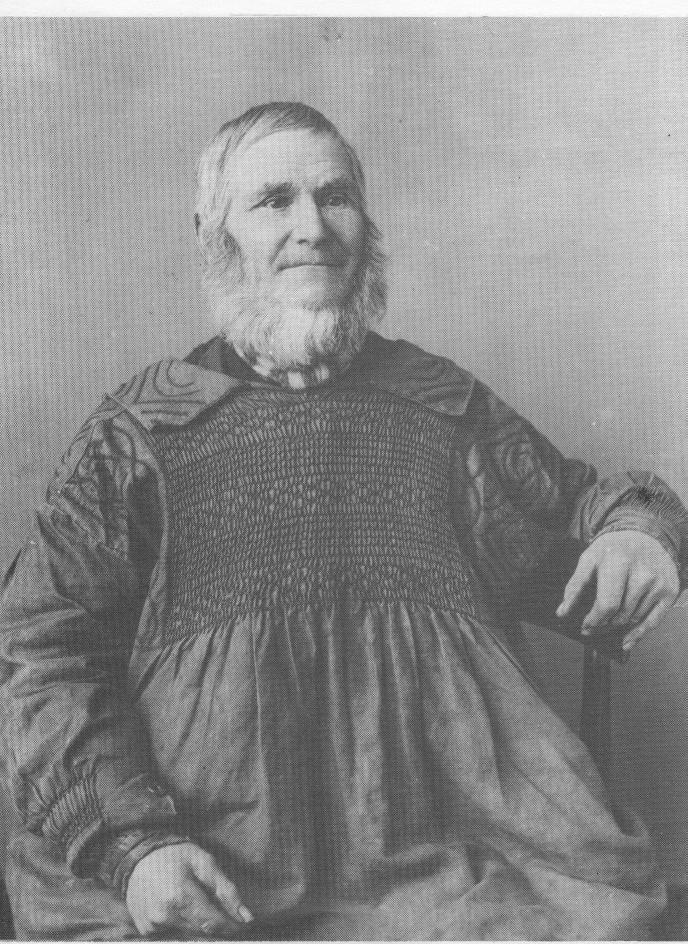
Gesmokter Kittel eines englischen Landarbeiters, c. 1894, Swanbourne, England
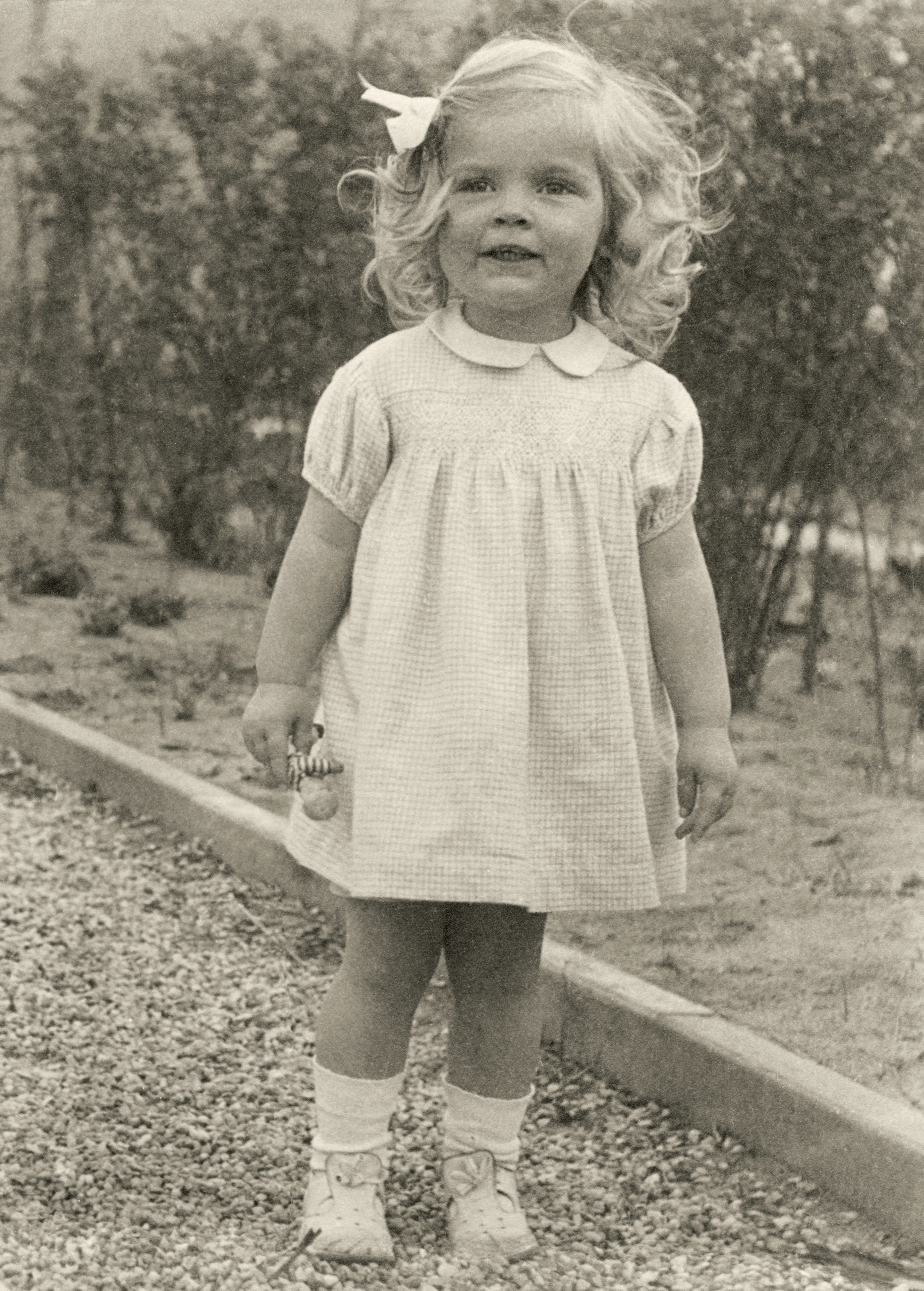
Gesmoktes Kinderkleid, im Stil der Hamburger Kinderstube, c. 1941, Deutschland
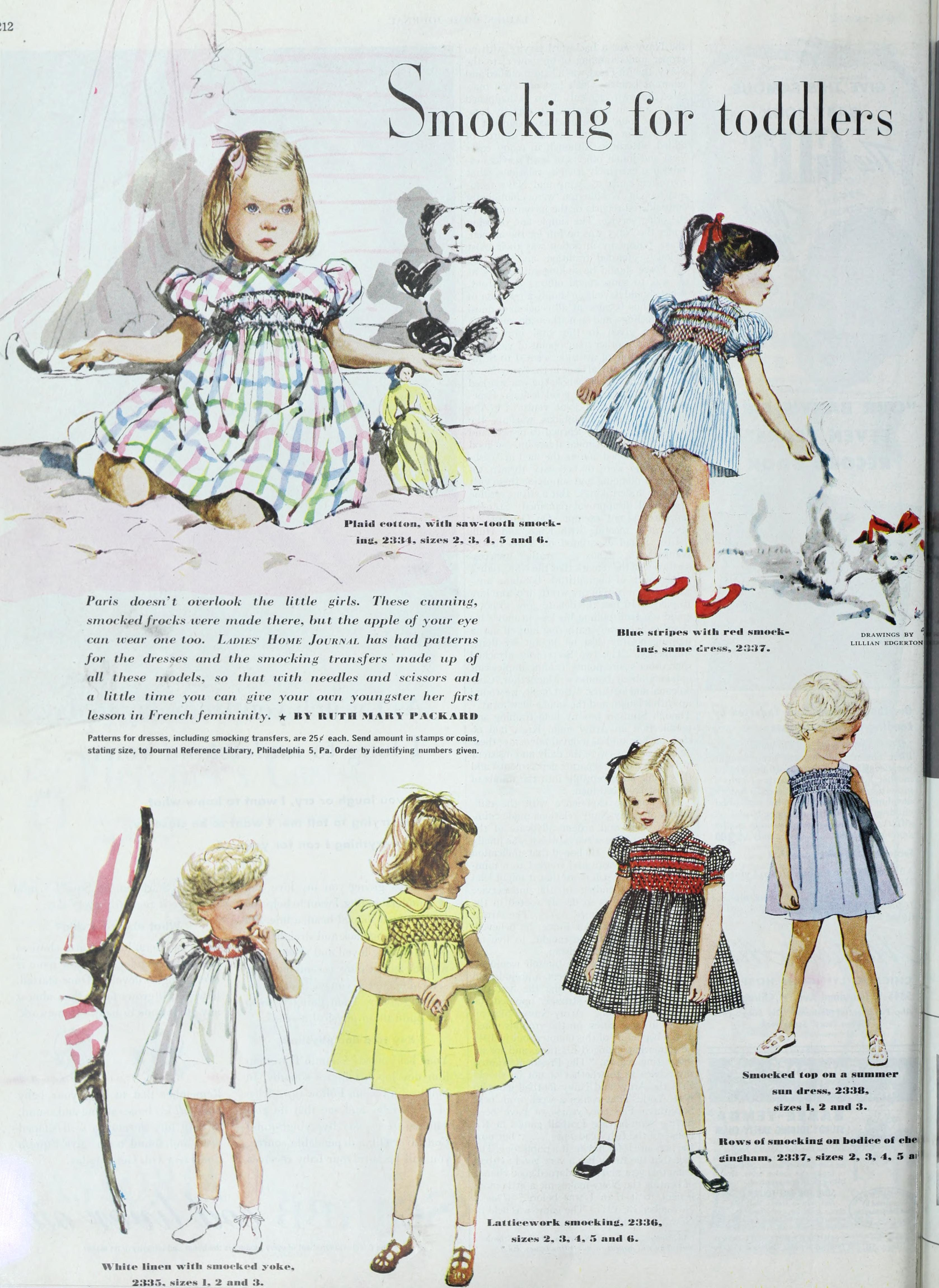
Gesmoktes Kinderkleid in einer Werbung für Nähmuster, 1948, Ladies home journal, Philadelphia, USA